# Enotria: The Last Song
Enotria: The Last Song è un videogioco action RPG, sviluppato e pubblicato dalla casa sviluppatrice italiana Jyamma Games, uscito il 16 settembre 2024 per PC e il 19 settembre 2024 per PlayStation 5. Una versione per Xbox Series X/S è uscita il 12 dicembre 2024.

## Modalità di gioco
Il gioco è nel tipico stile soulslike ed è ambientato in un mondo irto di pericoli e ispirato al folklore italiano. Il mondo è dominato da un destino che sovrasta e comanda ogni cosa. Il giocatore prende i panni di un personaggio indipendente da questo destino, e il suo compito è liberare il mondo da questo potere oppressivo.

## Sviluppo
Il prodotto è stato sviluppato a Milano dallo studio indipendente italiana Jyamma Games. L'obiettivo era quello di creare un soulslike ma con ascendenza mediterranea, ancorata alla tradizione del teatro delle maschere. 

## Rilascio e versioni
Annunciato nel 2022, il gioco è stato rilasciato definitivamente nel settembre 2024 su Windows e PS5, dopo il rilascio di una demo nel marzo dello stesso anno. A queste due ha fatto seguito quella per Xbox Series X/S il successivo dicembre. 
La data di uscita (inizialmente prevista per giugno) è stata posticipata due volte come conseguenza della pubblicazione prima di Elden Ring: Shadow of the Erdtree poi di Black Myth: Wukong. Tanto dopo il rilascio della demo quanto del gioco nella sua versione finale, gli sviluppatori si sono concentrati nella correzione dei difetti indicati loro dagli acquirenti.
Il gioco è stato rilasciato per Windows in versione Prerelease e Standard, con la prima che aggiunge un DLC (di successivo rilascio) e alcuni contenuti extra minori. Per PS5, le versioni disponibili sono una Standard e una Deluxe, la quale integra la raccolta delle immagini del gioco e la colonna sonora. Per Xbox, il gioco è distribuito nella sola versione Standard.

## Prezzo
Il prezzo della versione Windows è calato sensibilmente dagli iniziali €44,99 agli attuali €34,99 a meno di due mesi dalla sua uscita. Lo stesso destino ha seguito la versione per PS5, assestandosi per la versione Standard a €39,99 contro gli iniziali €49,99 e a €44,99 contro gli iniziali €59,99 per quella Deluxe. La versione per Xbox, al contrario, mantiene inalterato il suo prezzo anche a mesi di distanza dalla sua pubblicazione.

## Accoglienza
Secondo l'aggregatore di recensioni Metacritic, Enotria ha ricevuto recensioni "miste o nella media", con un punteggio di 69 su 100 per Microsoft Windows su un totale di 27 recensioni elaborate dagli addetti ai lavori e un punteggio di 6,1 su 10 tra gli utenti. Sull'aggregatore OpenCritic, le valutazioni sono inferiori: solo il 31% della critica raccomanderebbe il titolo. A livello generale, il gioco è stato apprezzato per l'ambientazione e la qualità artistica complessiva ma, al contempo, la critica ha sottolineato la presenza di diversi difetti tecnici e di prestazioni: ne è derivato che i riferimenti alla cultura italiana, apprezzati dalla critica internazionale, sono stati controbilanciati dalla poca originalità rispetto ad altri soulslike.
Multiplayer.it ha recensito la versione PC Windows con un punteggio di 6 su 10, apprezzando il gioco nella sua interezza e nei dettagli come il lavoro artistico fatto sulle maschere italiane e sul doppiaggio italiano, ma sottolineando il fatto che, a confronto coi giganti del mondo videoludico soulslike, il gioco presenta numerosi problemi e difetti, e descrivendo l'impresa dell'azienda italiana come un azzardo.

## Critiche
| Testata                          | Versione | Giudizio |
| -------------------------------- | -------- | -------- |
| Metacritic (media al 14-08-2025) | PC       | 69/100   |
| Multiplayer.it                   | PC       | 6/10     |
| IGN (ITA)                        | PC       | 7.5/10   |
| Everyeye.it                      | PC       | 6.5/10   |
| GameSoul                         | PC       | 7/10     |
| SpazioGames.it                   | PC       | 7.7/10   |

Dopo le prime recensioni negative contemporanee all'uscita della demo, ha sollevato critiche il comportamento dell'azienda che ha prima annullato un incontro playtest con i recensori Francesco Fossetti e Marco Mottura per via delle dure critiche mosse da questi verso la demo del gioco. Nel settembre 2024, l'azienda è accusata di avere bloccato le chiavi di accesso al gioco su Steam ad alcuni autori di recensioni negative ma - stante l'azienda italiana - ciò sarebbe stato dovuto a problemi di natura tecnica. 

Gli acquirenti della gioco nella versione pre-release avrebbero dovuto ricevere anche la successiva espansione DLC: all'agosto 2025 non risulta indicata alcuna data di rilascio di tale contenuto né sono presenti informazioni ufficiali in merito.